# Hirtella hoehnei
Hirtella hoehnei är en tvåhjärtbladig växtart som beskrevs av Pilg.. Hirtella hoehnei ingår i släktet Hirtella och familjen Chrysobalanaceae. Inga underarter finns listade i Catalogue of Life.